# Stygnomma annulipes
Espèce
Synonymes
- Flaccus annulipes Goodnight & Goodnight, 1947

Stygnomma annulipes est une espèce d'opilions laniatores de la famille des Stygnommatidae.

## Distribution
Cette espèce est endémique du Veracruz au Mexique. Elle se rencontre vers Tierra Blanca.

## Description
Le mâle holotype mesure 2,2 mm.

## Systématique et taxinomie
Cette espèce a été décrite sous le protonyme Flaccus annulipes par Goodnight et Goodnight en 1947. Elle est placée dans le genre Stygnomma par Goodnight et Goodnight en 1951.

## Publication originale
- (en) Goodnight et Goodnight, « Phalangida from Tropical America », Fieldiana, Zoology, vol. 32, no 1,‎ 1947, p. 1-58